# Olof Tranell
Olof Tranell, född 25 oktober 1925 i Tranås, död 1 oktober 1997, var en svensk jurist som var lagman i Örebro tingsrätt från 1978 till 1990.
Tranell blev juris kandidat vid Uppsala universitet 1951 och genomförde tingstjänstgöring 1951–1953 och tjänstgjorde vid advokatbyrå 1953-1954 innan han var fiskal vid Svea hovrätt 1955. Han tjänstgjorde vid Näringsfrihetsombudsmannen 1963-1977, från 1973 som ordförande. Han blev hovrättsråd 1972 och var lagman i Örebros tingsrätt 1978-1990.
Tranell var son till lantbrukare Emil Tranell och han maka Amanda född Karlsson. Han var gift från 1956 med Margareta, textillärare, född Olsson 1931.